# 独島警備隊
独島警備隊（トクドけいびたい、독도경비대、トクトギョンビデ）は、韓国が占拠している竹島（韓国名：独島）に常駐させている韓国の警察部隊である。

## 概要
慶尚北道警察庁に属しており、島に常駐しているのは約40名。警察部隊とされている。独島警備隊の隊員は戦闘警察と同様、徴兵制度によりいったん軍に入営した兵士のなかから選抜され、軍の施設で訓練をうけ、出向のかたちで警察官の身分が付与される。装備は韓国陸軍制式に準じており、竹島には対空機関砲が装備されている。
このような組織体系になっている理由はいくつかある。
- 事実上の国境警備隊であるため。(国境警備隊は軍隊ではなく準軍事組織（警察）であることが多い)
- 日本をはじめとする国際世論を考慮して、対外向けには「軍事占領」ではなく「島内の治安維持」を駐留の理由にするため。
- 韓国国内向けには「軍が駐屯してもよいが、国内の治安をつかさどる警察が駐留している事実こそが、竹島が争いのない韓国領であり、韓国が竹島を平和裏に統治している表れである」と説明するため。

## 近年の動き
2006年、慶尚北道知事は韓国政府に対し独島警備隊に代わって韓国軍の駐屯を求める意見を明らかにした。一部のウリ党国会議員や活貧団などの市民団体も同じような発言を行っている。
なお、東島の独島警備隊の隊舎付近では近年大きな亀裂が30か所以上見つかっており崩落の危険もあるとされている。人工建造物を作り過ぎたのが原因といわれている。